# Camponotus auriventris
Camponotus auriventris é uma espécie de inseto do gênero Camponotus, pertencente à família Formicidae.